# Bhairabanath (Bajhang)
Bhairabanath (nepalski: भैरवनाथ) – gaun wikas samiti w zachodniej części Nepalu w strefie Seti w dystrykcie Bajhang. Według nepalskiego spisu powszechnego z 2011 roku liczył on 868 gospodarstw domowych i 5037 mieszkańców (2668 kobiet i 2369 mężczyzn).